# Evangelische Kirche (Dörrenbach)

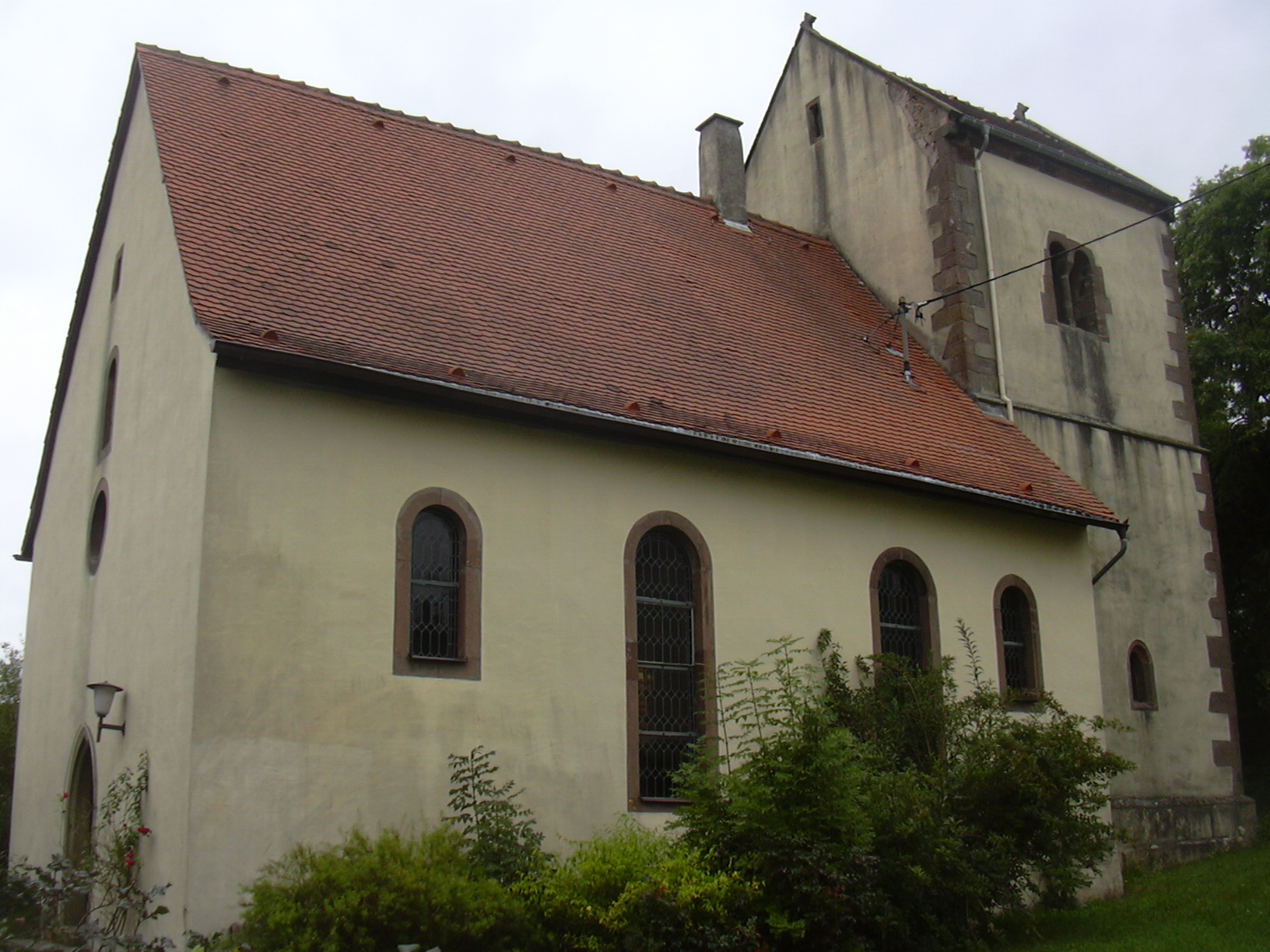
Evangelische Kirche Dörrenbach

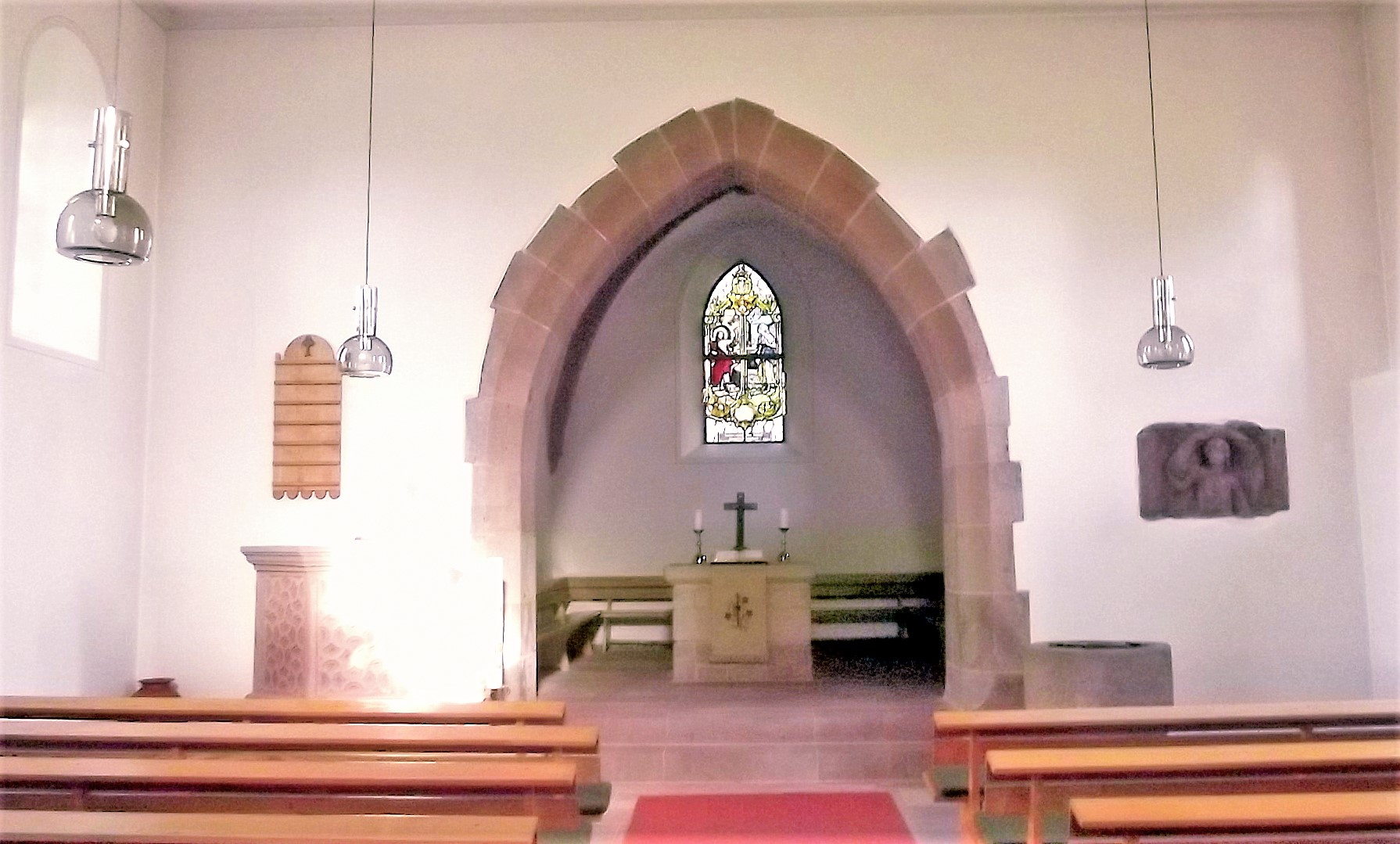
Blick in den Innenraum

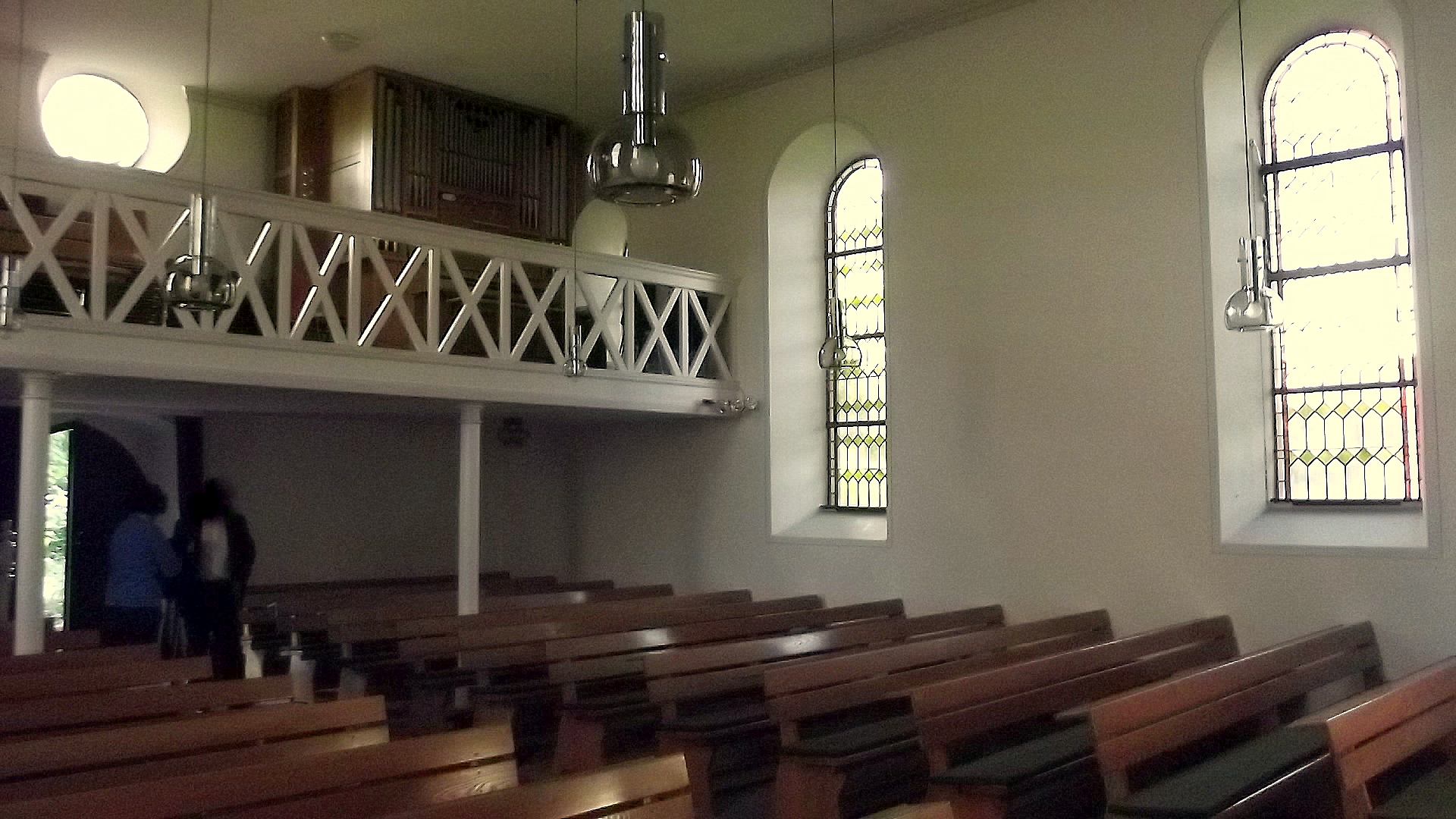
Blick zur Orgelempore

Die Evangelische Kirche Dörrenbach ist ein Sakralbau der Evangelischen Kirchengemeinde im saarländischen Dörrenbach, einem Stadtteil der Kreisstadt St. Wendel. Die Kirchengemeinde ist dem Kirchenkreis Saar-Ost der Evangelischen Kirche im Rheinland zugeordnet. In der Denkmalliste des Saarlandes ist die Kirche als Einzeldenkmal aufgeführt.

## Geschichte
Die Ursprünge der im Kern romanischen Kirche reichen bis ins 13. Jahrhundert zurück. Der älteste noch erhaltene Teil der Kirche ist der als Wehrturm errichtete Chorturm, der als Schutzraum für die Bevölkerung diente. Im 15. Jahrhundert wurde das Obergeschoss des Turmes erhöht und erhielt dabei ein Satteldach. Evangelisch wurde die Kirche nach Einführung der Reformation in der Grafschaft Nassau-Saarbrücken im Jahr 1575.
Das aus spätgotischer Zeit stammende Kirchenschiff erhielt seine heutige Gestalt im Jahr 1718 im Rahmen von Wiederaufbau- und Erweiterungsmaßnahmen durch Graf Friedrich Ludwig von Ottweiler und Saarbrücken.

## Ausstattung
Betreten wird die Saalkirche mit Chorturm im Westen durch ein Portal mit Spitzbogen-Einfassung. Das Kirchenschiff verfügt über Rundbogenfenster.
Das Erdgeschoss des Turmes stellt gleichzeitig auch den Altarraum dar und wird von einem Kreuzrippengewölbe überspannt. Neben dem Altar beherbergt dieser Raum auch zwei Fenster. Zum einen ein Spitzbogenfenster mit einer bildlichen Darstellung, das eine Szene aus dem Johannes-Evangelium zeigt (Johannes 4 ). Dieses Fenster wurde im Zweiten Weltkrieg durch Vandalismus zerstört, aber wieder hergestellt. Das andere Fenster, das sich in der rechten Seitenwand des Altarraumes befindet ist älteren Datums und zeigt im unteren Teil eine dezent eingearbeitete Lutherrose. Ursprünglich befand sich auch ein „Oculus“ im Altarraum. Im Inneren ist diese Öffnung unter Putz verschwunden, am Außenbau des Turmes aber noch sichtbar.
Die aus Sandstein gefertigte Kanzel stammt aus der Zeit um 1600 und ist mit Blendmaßwerk verziert. Bei Renovierungsarbeiten im Jahr 1977 wurde der Kanzelkorb tiefergelegt und an die linke Seite neben dem Altarraum gerückt. Auf der rechten Seite neben dem Altarraums wurde im Zuge der Kirchenrenovierung von 1977 ein Taufstein aufgestellt. Er ist älter als das Kirchenschiff und wurde im Jahr 1719 bei den Bauarbeiten des Pfarrhauses neben der Kirche ausgegraben. In die Wand über dem Taufstein ist seit 1977 ein Steinrelief aus römischer Zeit eingelassen. Es handelt sich hierbei vermutlich um ein Teil, das ursprünglich zu einem römischen Grabmal gehörte.
Die Fenster im Kirchenschiff wurden im Jahr 1977 eingebaut.

## Orgel

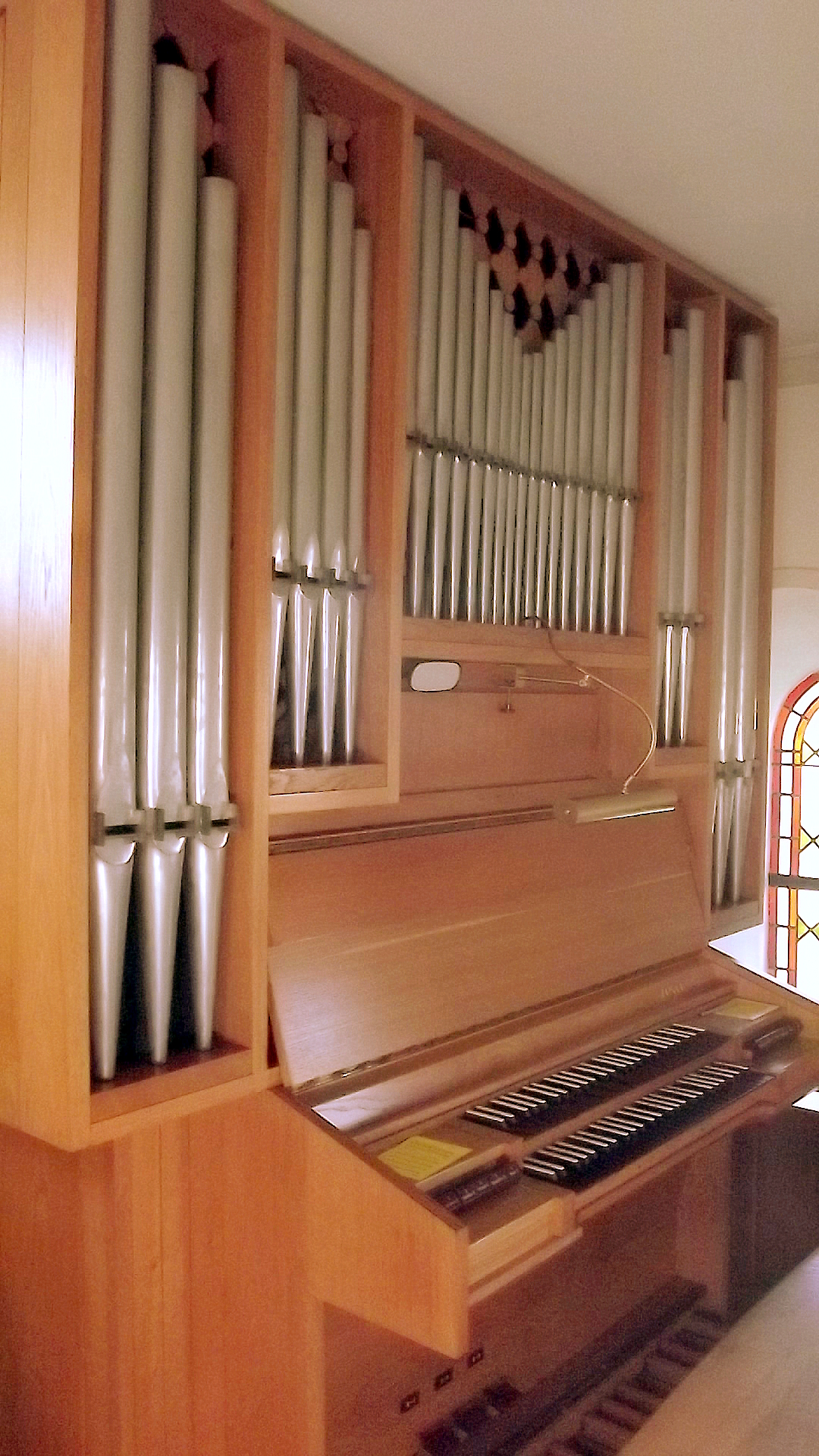
Orgelprospekt und Spieltisch

Die heutige Orgel aus dem Jahr 1975 hatte im letzten Jahrhundert bereits vier Vorgänger-Instrumente. Die direkte Vorgängerorgel befindet sich neben anderen alten Gegenständen der Kirche im Heimatmuseum von Dörrenbach, das im Dorfgemeinschaftshaus untergebracht ist.
Die Firma Hugo Mayer  (Heusweiler) erbaute die heutige Orgel, die auf einer Empore aufgestellt ist. Das Schleifladen-Instrument verfügt über 10 Register, verteilt auf zwei Manuale und Pedal. Die Spiel- und Registertraktur ist mechanisch. Die Disposition lautet wie folgt:
| I Hauptwerk C–g3 |                |    |
| 1.               | Rohrflöte      | 8' |
| 2.               | Prästant       | 4' |
| 3.               | Sesquialter II |    |
| 4.               | Mixtur         | 2' |

| II Positiv C–g3 |             |       |
| 5.              | Holzgedackt | 8'    |
| 6.              | Blockflöte  | 4'    |
| 7.              | Principal   | 2'    |
| 8.              | Quintflöte  | 1 ⁄3′ |

| Pedal C–f1 |          |     |
| 9.         | Subbass  | 16' |
| 10.        | Gemshorn | 8'  |

- Koppeln: II/I, I/P, II/P

## Glocken
Im Turm befindet sich ein aus drei Glocken bestehendes Geläute, deren kleinste 1936 von der Glockengießerei Pfeifer aus Kaiserslautern gegossen wurde. Es handelt sich bei dieser Glocke um einen Umguss, da die von Christian Couturier in Zweibrücken gegossene Vorgängerglocke aus dem Jahr 1787 gesprungen war. Die beiden anderen Glocken wurden im Jahr 1968 angeschafft und von der Firma Bachert (Bad Friedrichshall-Kochendorf) gegossen.
Bis zum Zweiten Weltkrieg befand sich neben der Pfeifer-Glocke noch eine etwa 100 kg schwere Glocke des Gießers Otto von Speyer aus dem Jahr 1440 im Turm, die aber 1940 für Kriegszwecke abgegeben wurde.
| Nr. | Ton  | Gewicht (kg) | Durchmesser (cm) | Gießer, Gussort               | Gussjahr |
| 1   | fis′ | 720          | 109,7            | Bachert, Bad Friedrichshall   | 1968     |
| 2   | a′   | 430          | 92               | Bachert, Bad Friedrichshall   | 1968     |
| 3   | h′   | 235          |                  | J. G. Pfeifer, Kaiserslautern | 1936     |